# Битва при ан-Наджафе (2003)
Битва при ан-Наджафе — одно из важных сражений во время вторжения американских войск в Ирак.
Ан-Наджаф — город, находящийся в 150 км от Багдада, является также священным городом шиитов. На этот раз оккупационные войска решели применить осадную тактику. Планировалось, обойдя город, как было с Насирией и Эс-Самавой, изолировать его, чтобы помешать атакам иракских войск на американские коммуникации. Для этого планировалось захватить стратегически важные мосты с севера и юга ан-Наджафа. В операции принимали участие части 3-й пехотной дивизии (механизированной) США.
26—27 марта около города произошёл самый ожесточённый бой с начала вторжения. Сопротивление американским войскам оказывали регулярные воинские части и отряды народного ополчения. При защите города иракцы использовали лёгкое стрелковое вооружение.. К этому времени под городом погибло примерно 650 иракцев. Чуть ранее в бою иракскими войсками были уничтожены два американских танка «Абрамс». Силы Международной коалиции потеряли четырёх человек убитыми и двух ранеными.
К концу марта Эн-Наджаф был взят в кольцо. В начале апреля после нескольких дней боёв город был взят 101-й воздушно-десантной дивизией.